# Whatchulookinat
Pistes de Just Whitney
You Light Up My Life
(9)
Whatchulookinat — contraction de What Are You Looking At ? ("Qu'est-ce que tu regardes ?") — est une chanson de Whitney Houston écrite pour l'album Just Whitney (2002).
La chanson sert de premier single à l'album et est remixée par différents artistes (Thunderpuss (en), Full Intention, Junior Vasquez (en), Peter Rauhofer, Razor 'N Guido et P. Diddy).
La chanson a atteint la 1re place du Hot Dance Club Songs et la 3e du Canadian Hot 100.